# Katrīna Krūmiņa
Katrīna Krūmiņa (ur. 9 marca 1994) – łotewska narciarka alpejska, uczestniczka Mistrzostw Świata 2013.
Krūmiņa jeszcze nie wystartowała na zimowych igrzyskach olimpijskich.
Krūmiņa raz brała udział w mistrzostw świata. Jej najlepszym wynikiem na zawodach tej rangi jest 69. miejsce w gigancie osiągnięte podczas Mistrzostw Świata 2013 w austriackim Schladming.
Krūmiņa jeszcze nie zadebiutowała w zawodach Pucharu Świata.

## Osiągnięcia

### Mistrzostwa świata
| Mistrzostwa     | Konkurencja | Czas    | Wynik | Zwycięzca    |
| --------------- | ----------- | ------- | ----- | ------------ |
| Schladming 2013 | Gigant      | 1:22.33 | 69.   | Tessa Worley |